# Relations entre l'Inde et les Seychelles
Les relations entre l'Inde et les Seychelles sont les relations bilatérales de la république de l'Inde et de la république des Seychelles. L'Inde a un haut-commissariat à Victoria, tandis que les Seychelles ont un haut-commissariat à New Delhi

## Histoire
Les liens diplomatiques entre l'Inde et les Seychelles existent depuis que les Seychelles ont obtenu leur indépendance en 1976. Un haut-commissaire résident de l'Inde se trouve à Victoria depuis 1987, tandis que les Seychelles ont ouvert leur mission résidente à New Delhi en 2008. Les relations entre les deux pays ont été chaleureuses et cordiales, avec des visites d'échange régulières de haut niveau entre les deux pays. De l'Inde, la Première ministre Indira Gandhi et les présidents Ramaswamy Venkataraman et Pratibha Patil ont visité les Seychelles, tandis que les présidents France-Albert René, James Alix Michel et Danny Faure des Seychelles ont effectué des visites d'État en Inde,. L'Inde et les Seychelles entretiennent de vastes relations qui couvrent une multitude de secteurs, notamment la défense, la culture, le commerce et la coopération technique. Selon le ministère des affaires extérieures du gouvernement indien, les relations entre l'Inde et les Seychelles ont été caractérisées par « une amitié, une compréhension et une coopération étroites », tandis que les Seychelles se sont décrites comme un « rocher de fiabilité pour l'Inde dans la région de l'océan Indien ».

## Relations économiques
Le commerce entre l'Inde et les Seychelles ne s'est élevé qu'à quarante millions de dollars en 2010-2011, la balance commerciale étant largement en faveur de l'Inde. Le tourisme, la pêche, l'exploration pétrolière, les communications et les technologies de l'information, l'enseignement de l'informatique et les produits pharmaceutiques ont été identifiés comme des domaines de coopération économique entre les deux pays,. L'Inde et les Seychelles ont signé un accord bilatéral de promotion des investissements en 2010. En 2012, lors de la visite de la présidente Pratibha Patil aux Seychelles, l'Inde a accordé à ce pays une ligne de crédit de cinquante millions de dollars et une subvention de 25 millions de dollars,. Parmi les entreprises du secteur privé indien, la grande compagnie de télécommunications Airtel est très présente aux Seychelles, ayant acquis Telecom Seychelles et participé au projet de câble sous-marin des Seychelles en Afrique de l'Est.